# Paweł Mączyński
Paweł Mączyński (ur. 20 grudnia 1977) – polski lekkoatleta, wieloboista, medalista mistrzostw Polski, reprezentant Polski.

## Kariera sportowa
Był zawodnikiem AZS-AWF Warszawa.
Na mistrzostwach Polski seniorów na otwartym stadionie zdobył jeden medal: srebrny w dziesięcioboju w 1998. W halowych mistrzostwach Polski seniorów wywalczył trzy medale w siedmioboju: srebrny w 2002, brązowe w 2000 i 2001.
Reprezentował Polskę na zawodach Pucharze Europy w wielobojach. W 1999 zajął w zawodach I ligi (II poziom rozgrywek) 14. miejsce, z wynikiem 7102, w 2000 był 24. w zawodach I ligi (II poziom rozgrywek), z wynikiem 7063, w 2001 zajął 7. w zawodach II ligi (III poziom rozgrywek), z wynikiem 7253, w 2002 był 15. w zawodach I ligi (II poziom rozgrywek), z wynikiem 7099.
Pracuje jako trener personalny, jest jednym z założycieli Centrum Zdrowego Ciała – Klubu Treningu Personalnego.
Rekord życiowy w dziesięcioboju: 7253 (1.07.2001), w siedmioboju w hali: 5463 (6.02.2000).